# 스피드스케이팅 여자 1000m 대한민국 기록 추이
스피드 스케이팅 대한민국 기록은 대한 빙상 경기 연맹이 공인하고 관리한다.
다음은 여자 1000m 대한민국 기록 추이이다.
| # | 시간        | 차이       | 선수   | 소속       | 날짜           | 대회명                                              | 개최지                           | 경기장                  | 주석 및 기타                | 동영상 |
|   | 1분 51초 0  | -          | 전선옥 | 이화여고   | 1965. 02. 05   | 제20회 전국 종합 스피드 스케이팅 대회               | 대한민국 포천                    | 운천 산정호수 링크      | 종전 1분 51초 2             |        |
|   | 1분 44초 3  | - 초       | 김혜숙 | 수도사대   | 1966. 01. 04   | 동계 빙상 기록회                                    | 대한민국 운천 산정호수 특설 링크 |                         | 종전 김혜숙 1분 45초 1      |        |
|   | 1분 42초 3  | - 초       | 최중희 |            | 1969. 11       | 관동 선수권 대회                                    | 일본                             |                         | [ 3 ]                       |        |
|   | 1분 38초 3  | - 4.0초    | 최중희 | 숭의여고   | 1970. 02. 27   | 일본 전지훈련단 기록회                              | 일본 나가노 현                   | 국제 스포츠 센터        | [ 4 ]                       |        |
|   | 1분 36초 50 | -          | 전선옥 | 수도사대   | 1971. 12. 24   | 제7회 전국 남녀 종목별 스피드 스케이팅 대회         | 대한민국 서울                    | 태릉 국제 아이스 링크   | 종전 1분 37초 40            |        |
|   | 1분 34초 6  | - 0.1초    | 전선옥 | 수도사대   | 1972. 01. 05   | 삿포로 동계 올림픽 출전 스피드 스케이팅 최종 선발전 | 대한민국 서울                    | 태릉 국제 스케이트장    | [ 6 ]                       |        |
|   | 1분 33초 9  | - 0.7초    | 김영희 | 숭의여고   | 1973. 03. 03   | 제28회 전국 남녀 종합 빙상 선수권 대회              | 대한민국 서울                    | 태릉 국제 스케이트장    | [ 7 ]                       |        |
|   | 1분 33초 1  | - 0.8초    | 김영희 | 숭의여고   | 1975. 01. 08   | 제5회 회장기 쟁탈 전국 남녀 빙상 대회               | 대한민국 서울                    | 태릉 아이스 링크        | [ 8 ]                       |        |
|   | 1분 31초 8  | - 1.3초    | 김영희 | 숭의여고   | 1975. 01. 31   | 제1회 스피드 스케이팅 스프린트 선수권 대회          | 대한민국 서울                    | 태릉 국제 스케이트장    | [ 9 ]                       |        |
|   | 1분 30초 53 | - 1. 27초  | 이남순 | 유봉여고   | 1977. 12. 16   | 제1차 우수 선수 공인 기록회                         | 대한민국 서울                    | 태릉 국제 스케이트장    | [ 10 ]                      |        |
|   | 1분 29초 51 | - 1.02초   | 이남순 | 유봉여고   | 1979. 02. 17   | 1979 세계 스프린트 스피드 스케이팅 선수권 대회      | 서독 인첼                        |                         | 1차 레이스 22위.            |        |
|   | 1분 28초 99 | - 0.52초   | 이남순 | 유봉여고   | 1979. 12. 18   | 전국 남녀 주니어 빙상 선수권 대회                   | 대한민국 서울                    | 태릉 스케이트장         | 동아일보는 28초 88로 보도함 |        |
|   | 1분 27초 69 | - 1.30초 * | 이남순 |            | 1980. 12. 19   | 아시아 빙상 대회                                    | 일본 후지요시다                  | 하일랜드 스케이트장     | [ 13 ]                      |        |
|   | 1분 27초 09 | - 0.60초   | 이연주 | 강원대     | 1983. 11. 24 * | 국제 초청 빙상 대회                                 | 서독 인첼                        |                         | 1위                         |        |
|   | 1분 25초 82 | -          | 이연주 |            | 1983. 12. 29   | 국제 대회                                           | 독일 인첼                        |                         | PB                          |        |
|   | 1분 24초 58 | - 1.24초   | 유선희 | 한국체대   | 1987. 01. 15 * | 10개국초청공식국제스피드스케이팅대회                | 독일 인첼                        |                         | 2위.                        |        |
|   | 1분 22초 35 | - 2.23초   | 유선희 |            | 1988. 02. 26   | 제15회 동계 올림픽                                  | 캐나다 캘거리                    | 올림픽 오벌             | 17위.                       |        |
|   | 1분 21초 98 | - 1.07초   | 유선희 | 옥시       | 1993. 03. 13   | 1992-93 스피드 스케이팅 월드컵                      | 네덜란드 헤이렌베인              | 티알프                  | [ 17 ]                      |        |
|   | 1분 20초 91 | - 1.07초   | 유선희 | 옥시       | 1993. 12. 05   | 1993-94 스피드 스케이팅 월드컵                      | 노르웨이 하마르                  |                         | 5위                         |        |
|   | 1분 20초 58 | - 0.33초   | 유선희 | 옥시       | 1994. 01. 22   | 1993-94 스피드 스케이팅 월드컵                      | 미국 밀워키                      | 페팃 내셔널 아이스 센터 | 2차 레이스 2위.             |        |
|   | 1분 19초 71 | - 0.87초   | 유선희 | 옥시       | 1994. 01. 29   | 1994 세계 스프린트 스피드 스케이팅 선수권 대회      | 캐나다 캘거리                    | 올림픽 오벌             | PB                          |        |
|   | 1분 18초 77 | - - 초     | 최승용 | 배화여고   | 1998. 11. 14   | 캘거리 오벌 레이스 시리즈                           | 캐나다 캘거리                    | 올림픽 오벌             | 2위                         |        |
|   | 1분 18초 36 | - 0.41초   | 조선연 | 한국체대   | 2002. 02. 17   | 제19회 동계 올림픽                                  | 미국 솔트레이크시티              | 유타 올림픽 오벌        | 29위. PB                    |        |
|   | 1분 17초 50 | - - 초     | 최승용 | 한국체대   | 2002. 11. 16   |                                                     | 캐나다 캘거리                    | 올림픽 오벌             |                             |        |
|   | 1분 16초 63 | - 0.87초   | 이상화 | 휘경여고   | 2005. 01. 22   | 2005 세계 스프린트 스피드 스케이팅 선수권 대회      | 미국 솔트레이크시티              | 유타 올림픽 오벌        | 1차 레이스 18위             |        |
|   | 1분 16초 34 | - 0.29초   | 김유림 | 의정부여고 | 2007. 11. 11   | 2007-08 스피드 스케이팅 월드컵                      | 미국 솔트레이크시티              | 유타 올림픽 오벌        | 2차 레이스 14위             |        |
|   | 1분 15초 88 | - 0.46초   | 이상화 | 한국체대   | 2009. 03. 06   | 2008-09 스피드 스케이팅 월드컵                      | 미국 솔트레이크시티              | 유타 올림픽 오벌        | 15위.                       |        |
|   | 1분 15초 26 | - 0.62초   | 이상화 | 한국체대   | 2009. 12. 13   | 2009-10 스피드 스케이팅 월드컵                      | 미국 솔트레이크시티              | 유타 올림픽 오벌        | 16위.                       |        |
|   | 1분 14초 39 | - 0.87초   | 이상화 | 한국체대   | 2013. 01. 26   | 2013 세계 스프린트 스피드 스케이팅 선수권 대회      | 미국 솔트레이크시티              | 유타 올림픽 오벌        | 1차 레이스 12위.            |        |
|   | 1분 14초 19 | - 0.20초   | 이상화 | 한국체대   | 2013. 01. 27   | 2013 세계 스프린트 스피드 스케이팅 선수권 대회      | 미국 솔트레이크시티              | 유타 올림픽 오벌        | 2차 레이스                  |        |
|   | 1분 13초 66 | - 0.53초   | 이상화 | 서울시청   | 2013. 09. 21   | 폴 클래식 2013                                      | 캐나다 캘거리                    | 올림픽 오벌             | 2차 레이스 1위              | [ 22 ] |

## 더 읽어보기
- 스피드 스케이팅 남자 1000m 대한민국 기록 추이
- 스피드 스케이팅 여자 1000m 세계 기록 추이
- 스피드 스케이팅 남자 1000m 세계 기록 추이